# Serra d'Arfa
La Serra d'Arfa és una serra situada al municipi de Ribera d'Urgellet a la comarca de l'Alt Urgell, amb una elevació màxima de 1.138 metres.